# Laodicea Pontica
Laodicea Pontica o Laodicea (in greco Λαοδικεια? e in latino Laodiceia), anche translitterata come Laodiceia e Laodikeia era una città Ellenistica nel Ponto. 
La città originaria è stata fondata in collina (altitudine circa 1000 m), vicina a ovest al lago Stiphane Limne, a sud-ovest di Amisus, (moderna Samsun). La città moderna è Ladik.
Il nome deriva da Laodice, la sorella e moglie di Mitridate del Ponto.